# Volgsjön, Lappland
Volgsjön är en sjö i Vilhelmina kommun i Lappland och ingår i Ångermanälvens huvudavrinningsområde. Sjön är 14,9 meter djup, har en yta på 21,7 kvadratkilometer och befinner sig 334 meter över havet. Sjön avvattnas av vattendraget Ångermanälven.

## Delavrinningsområde
Volgsjön ingår i det delavrinningsområde (716571-153926) som SMHI kallar för Utloppet av Volgsjön. Medelhöjden är 363 meter över havet och ytan är 71,35 kvadratkilometer. Räknas de 681 avrinningsområdena uppströms in blir den ackumulerade arean 7 693,47 kvadratkilometer. Avrinningsområdets utflöde Ångermanälven mynnar i havet. Avrinningsområdet består mestadels av skog (58 procent). Avrinningsområdet har 22,21 kvadratkilometer vattenytor vilket ger det en sjöprocent på 31,1 procent. Bebyggelsen i området täcker en yta av 1,1 kvadratkilometer eller 2 procent av avrinningsområdet.